# Silvio Brusaferro
Silvio Brusaferro (Udine, 8 aprile 1960) è un medico italiano, dal 2019 al 2023 presidente dell'Istituto superiore di sanità, dal 17 marzo 2021 al 31 marzo 2022 portavoce del Comitato Tecnico Scientifico per l'emergenza epidemiologica dal Coronavirus.

## Biografia
Come medico e docente universitario, svolge la sua attività professionale, didattica e scientifica nell'ambito dell'igiene e della medicina di sanità pubblica.
Ricopre la carica coordinatore dei programmi regionali del Friuli-Venezia Giulia per la gestione e il contenimento del rischio clinico correlato all'assistenza. Tra il 2010 e il 2013 è stato membro del Consiglio superiore di sanità, sezione Salute Pubblica.
Ha ricoperto la carica di direttore medico dell'ospedale di Gemona del Friuli tra il 1990 e il 1993 e successivamente dell'Ospedale Universitario di Udine tra il 2002 e il 2006. A seguito della fusione avvenuta nel 2006 tra l'Ospedale Universitario e l'ospedale S. Maria della Misericordia di Udine è divenuto direttore della Struttura Operativa Complessa di Accreditamento, gestione del rischio clinico e valutazione delle performance sanitarie della nascente Azienda Ospedaliero-Universitaria di Udine.
Professore ordinario di Igiene e Medicina Preventiva dal 2006, è direttore del Dipartimento di Area Medica dell'Università degli Studi di Udine dal 2017.
È stato co-fondatore e coordinatore dal 2011 dell'European Network to Promote Infection Prevention for Patient Safety (EUNETIPS), coordinamento europeo che si occupa di monitorare l'attuazione delle misure di controllo delle infezioni, con particolare attenzione agli ambiti correlati all'assistenza. È membro del Global Infection Prevention and Control Network, Infection Prevention and Control Global Unit dell'Organizzazione mondiale della sanità.
Il 7 gennaio 2019 la ministra Giulia Grillo lo ha nominato commissario straordinario dell'Istituto superiore di sanità dopo le dimissioni anticipate del presidente Walter Ricciardi. Dal 29 luglio 2019 è Presidente dell'Istituto superiore di sanità, mentre dal febbraio 2020 è membro di diritto del Comitato tecnico scientifico, organo di cui si avvalgono il Capo del Dipartimento della protezione civile e il Governo per l'adozione delle misure necessarie a fronteggiare l'emergenza epidemiologica da COVID-19. Successivamente è rimasto coinvolto nell'inchiesta della Procura di Bergamo sulla gestione della prima ondata Covid. Il suo mandato come presidente dell'Istituto superiore di sanità termina in data 11 settembre 2023, gli succede il prof. Rocco Bellantone.